# Splitski privilegij
Splitski privilegij, kraljevska diploma kojom je oko 1105. godine ugarski, i novoustoličeni hrvatsko-dalmatinski kralj Koloman (1095. – 1116.) iz dinastije Arpadovića, dodijelio povlastice građanima splitske komune. Sama diploma nije sačuvana ni u originalu, niti u vjerodostojnom prijepisu, pa se postavlja pitanje postojanja originalnog spisa. Kasnije je diploma potvrđivana od strane Kolomanovih nasljednika pa je dobila zakonsku vrijednost.

## Povijest
Sama diploma slijedi tekst Trogirske diplome, jedinog sačuvanog privilegija kojeg je kralj Koloman podijelio dalmatinskim gradovima (Rab, Zadar, Trogir i Split), nekoliko godina nakon što je 1102. godine bio okrunjen u Biogradu za novog hrvatsko-dalmatinskog kralja. Kralj je privilegijom zajamčio Splitu visoku razinu političke autonomije, "čvrsti mir" (firmam pacem) i kraljevsku zaštitu te je oslobodio komunu plaćanja tributa mira, dopustio svećenstvu i građanima slobodno pravo na biranje nadbiskupa i gradskog kneza te im je dozvolio uporabu komunalnog običajnog prava. S druge strane, Splićani su, kao i Trogirani, morali plaćati dvije trećine prihoda kralju, a jednu trećinu gradskom knezu, a morali su plaćati i desetinu nadbiskupu.
Premda je nepoznato je li Koloman uistinu dodijelio Splićanima isti privilegij, kao i Trogiranima, kao što tvrdi splitski kroničar Toma Arhiđakon (1200. – 1268.) u djelu Historia Salonitana, splitski komunalni dužnosnici redovito su davali taj privilegij na potvrdu budućim hrvatsko-ugarskim kraljevima. Kolomanov sin i nasljednik, kralj Stjepan II. (1116. – 1131.) potvrdio je u srpnju 1124. godine splitskoj komuni očev privilegij. Stjepanov stričević, kralj Bela II. Slijepi (1131. – 1141.) potvrdio je splitski privilegij 1132., a njegov sin Gejza II. (1141. – 1162.) 1141., te opet 1142. godine, kada je u privilegij dodao da će spor između Splićana i stranac riješavati sudac kojeg imenuje kralj. Također, dodao je da Splićane oslobađa bilo kakvih davanja za robu i omogućuje im slobodnu trgovinu te im je obećao da neće uzimati taoce.
Poslije povratka Splita iz vlasti Bizanta pod ugarsku vlast, kralj Bela III. (1172. – 1196.) potvrdio je Splićanima privilegij kralja Kolomana, odnosno Gejze II. Godine 1199. potvrdio je Andrija II. "božjom milošću herceg Dalmacije i Hrvatske" Splićanima stari Kolomanov privilegij, a potvrdio ga je još jednom, 1207. godine, nakon što je okrunjen za kralja.

## Vanjske poveznice
- Trogirska diploma Hrvatska enciklopedija